# Пулатов, Кары-Юлдаш Пулатович
Ка́ры-Юлда́ш Пула́тович Пула́тов также Абдуладжан Юлдаш-Кариев (узб. Qori Yoʻldosh Poʻlatovich Poʻlatov) — узбекский и советский государственный, политический и общественный деятель. Известный представитель бухарского джадидизма, участник бухарской революции, один из отцов-основателей Бухарской Народной Советской Республики. Награждён орденом Красной Звезды БНСР 2-й степени. Работал в высших должностях БНСР.

## Биография
Родился в 1890 году в городе Керки, на юге Бухарского эмирата. Сын муллы. Учился в медресе Мири-Араб в Бухаре. В Бухаре начал знакомиться с представителями джадидизма, стал одним из активных участников бухарского движения джадидистов. Открыл собственные новометодные джадидистские школы, преподавал. Cыграл большую роль в возникновении в Керки общества джадидистов. Распространял среди населения джадидистские листовки и газеты, организовывал театральные постановки на узбекском языке на местах, и на вырученные деньги открыл несколько бесплатных читален и библиотек. Принимал активное участие в работе организации «Тарбияи атфол», помог в общей сложности 40 молодым талантливым жителям Бухарского эмирата уехать на учёбу в Стамбул и Берлин.
Вступил в ряды младобухарцев, в 1912 году стал руководителем отделения младобухарцев в Керки. Через некоторое время бежал в Самарканд из-за преследований большинства джадидистов эмиром Бухары Сеидом Алим-ханом. По некоторым сведениям находился в эмиграции до 1917 года.
В конце 1917 или в начале 1918 года был избран во Всероссийское учредительное собрание в Ферганском избирательном округе по списку № 2 (общеферганский список мусульманских организаций). С 1918 в РКП(б). С 1920 член Бухарской компартии
В 1919—1920 годах являлся руководителем народного образования Самаркандской области Туркестанского края РСФСР.
Принимал активное участие в свержении монархии в Бухарском эмирате и в бухарской революции. После ликвидации Бухарского эмирата, принимал участие в создании Бухарской Народной Советской Республики. Сразу же после образования БНСР, был назначен министром просвещения. В 1922 году стал министром внутренних дел БНСР, а в 1922—1923 годах являлся министром финансов и председателем экономического совета БНСР. После упразднения БНСР (БССР), проведения национально-территориального размежевания Средней Азии и образования Узбекской ССР, в 1925—1929 годах пребывал в Самарканде (который являлся тогдашней столицей республики), являлся народным комиссаром финансов Узбекской ССР и одновременно до 1932 года заместителем управляющего среднеазиатским отделением Государственного банка СССР. В последующие годы, вплоть до июля 1937 года работал в народном комиссариате по земельным вопросам Узбекской ССР, а также в различных должностях в Андижанском и Хорезмском округах этой республики.
Арестован 11 июля 1937 года НКВД по сфабрикованному делу в рамках сталинских репрессий. Был приговорён к десятилетнему лишению свободы, отбывал наказание в лагерях ГУЛАГа. После полного отбывания наказания, был освобождён в 1947 году. Повторно арестован в 1949 году и повторно лишён свободы. Был освобождён в 1956 году, через три года после смерти Иосифа Сталина. Был реабилитирован 1 июля 1957 года как жертва политических репрессий. Скончался 1 апреля 1965 года в Ташкенте, в 75-летнем возрасте. Владел узбекским, туркменским, арабским, персидским и русским языками.

### Рекомендуемые источники
- Тоган Заки Валиди. Воспоминания. Борьба мусульман Туркестана и других восточных турок за национальное существование и культуру. М., 1997.

### Архивы
- ГА РФ. Ф. 3316 — ЦИК Советов, on. 9, д. 17, 33, 136;